# Гелерт
Гелерт (њем. Gehlert) општина је у њемачкој савезној држави Рајна-Палатинат. Једно је од 192 општинска средишта округа Вестервалд. Према процјени из 2010. у општини је живјело 572 становника. Посједује регионалну шифру (AGS) 7143223.

## Географски и демографски подаци
Гелерт се налази у савезној држави Рајна-Палатинат у округу Вестервалд. Општина се налази на надморској висини од 400 метара. Површина општине износи 5,2 km². У самом мјесту је, према процјени из 2010. године, живјело 572 становника. Просјечна густина становништва износи 110 становника/km².

## Међународна сарадња
| Мјесто       | Држава               | Врста сарадње | Од    |
| ------------ | -------------------- | ------------- | ----- |
| Хајам Ферерс | Уједињено Краљевство | партнерство   | 1990. |
| Извор        |                      |               |       |